# Korea Południowa na Zimowych Igrzyskach Olimpijskich 2002
Koreę Południową na Zimowych Igrzyskach Olimpijskich 2002 reprezentowało 48 zawodników. Był to czternasty start Korei Południowej na zimowych igrzyskach olimpijskich.

## Zdobyte medale
| Medal  | Zawodnik                                               | Dyscyplina sportowa | Konkurencja     |
| ------ | ------------------------------------------------------ | ------------------- | --------------- |
| Złoto  | Ko Gi-hyun                                             | Short track         | 1500 m kobiet   |
| Złoto  | Choi Min-kyung Joo Min-jin Park Hye-won Choi Eun-kyung | Short track         | Sztafeta kobiet |
| Srebro | Ko Gi-hyun                                             | Short track         | 1000 m kobiet   |
| Srebro | Choi Eun-kyung                                         | Short track         | 1500 m kobiet   |

## Wyniki reprezentantów Korei Południowej

### Biathlon

#### Mężczyźni
| Zawodnik        | Konkurencja                | Czas      | Ilość pudeł | Pozycja | Źródło |
| --------------- | -------------------------- | --------- | ----------- | ------- | ------ |
| Shin Byung-kook | Sprint na 10 km            | 29:51.1   | 2 (1+1)     | 80.     | [ 1 ]  |
| Shin Byung-kook | Bieg indywidualny na 20 km | 1:00:58.1 | 4 (1+2+1+0) | 75.     | [ 2 ]  |

#### Kobiety
| Zawodnik    | Konkurencja                | Czas      | Ilość pudeł | Pozycja | Źródło |
| ----------- | -------------------------- | --------- | ----------- | ------- | ------ |
| Kim Ja-youn | Sprint na 7,5 km           | 26:45.2   | 3 (1+2)     | 69.     | [ 3 ]  |
| Kim Ja-youn | Bieg indywidualny na 15 km | 1:01:13.8 | 7 (2+2+0+3) | 66.     | [ 4 ]  |

### Biegi narciarskie

#### Sprint

##### Mężczyźni
| Zawodnik     | Eliminacje | Eliminacje | Ćwierćfinały | Ćwierćfinały | Półfinały | Półfinały | Finał A/B | Finał A/B | Pozycja | Źródło |
| Zawodnik     | Czas       | Pozycja    | Czas         | Pozycja      | Czas      | Pozycja   | Czas      | Pozycja   | Pozycja | Źródło |
| ------------ | ---------- | ---------- | ------------ | ------------ | --------- | --------- | --------- | --------- | ------- | ------ |
| Shin Doo-sun | 3:11.89    | 57.        | NQ           | NQ           | NQ        | NQ        | NQ        | NQ        | 56.     | [ 6 ]  |

##### Kobiety
| Zawodnik     | Eliminacje | Eliminacje | Ćwierćfinały | Ćwierćfinały | Półfinały | Półfinały | Finał A/B | Finał A/B | Pozycja | Źródło |
| Zawodnik     | Czas       | Pozycja    | Czas         | Pozycja      | Czas      | Pozycja   | Czas      | Pozycja   | Pozycja | Źródło |
| ------------ | ---------- | ---------- | ------------ | ------------ | --------- | --------- | --------- | --------- | ------- | ------ |
| Lee Chae-won | 3:41.06    | 52.        | NQ           | NQ           | NQ        | NQ        | NQ        | NQ        | 52.     | [ 7 ]  |

#### Bieg na dystansach i sztafeta

##### Mężczyźni
| Zawodnik        | Konkurencja             | Czas      | Pozycja | Źródło |
| --------------- | ----------------------- | --------- | ------- | ------ |
| Park Byeong-ju  | 15 km stylem klasycznym | 45:51.4   | 62.     | [ 8 ]  |
| Choi Im-heon    | 15 km stylem klasycznym | 46:13.3   | 64.     | [ 8 ]  |
| Park Byeong-ju  | 30 km stylem dowolnym   | 1:20:57.5 | 55.     | [ 9 ]  |
| Shin Doo-sun    | 30 km stylem dowolnym   | 1:23:03.0 | 59.     | [ 9 ]  |
| Jeong Ui-myeong | 30 km stylem dowolnym   | DNF       | DNF     | [ 9 ]  |

##### Kobiety
| Zawodnik     | Konkurencja             | Czas    | Pozycja | Źródło |
| ------------ | ----------------------- | ------- | ------- | ------ |
| Lee Chae-won | 10 km stylem klasycznym | 34:04.1 | 54.     | [ 10 ] |
| Lee Chae-won | 15 km stylem dowolnym   | 45:37.9 | 46.     | [ 11 ] |

#### Bieg łączony

##### Mężczyźni
| Zawodnik        | 10 km techniką klasyczną | 10 km techniką klasyczną | 10 km techniką dowolną | 10 km techniką dowolną | Pozycja | Źródło |
| Zawodnik        | Czas                     | Pozycja                  | Strata na początku     | Czas                   | Pozycja | Źródło |
| --------------- | ------------------------ | ------------------------ | ---------------------- | ---------------------- | ------- | ------ |
| Shin Doo-sun    | 29:54.5                  | 62.                      | NQ                     | NQ                     | 62.     | [ 12 ] |
| Park Byeong-ju  | 30:15.6                  | 66.                      | NQ                     | NQ                     | 66.     | [ 12 ] |
| Jeong Ui-myeong | 32:15.1                  | 73.                      | NQ                     | NQ                     | 73.     | [ 12 ] |

| Zawodnik     | 5 km techniką klasyczną | 5 km techniką klasyczną | 5 km techniką dowolną | 5 km techniką dowolną | Pozycja | Źródło |
| Zawodnik     | Czas                    | Pozycja                 | Strata na początku    | Czas                  | Pozycja | Źródło |
| ------------ | ----------------------- | ----------------------- | --------------------- | --------------------- | ------- | ------ |
| Lee Chae-won | 16:13.1                 | 66.                     | NQ                    | NQ                    | 66.     | [ 13 ] |

### Łyżwiarstwo figurowe

#### Mężczyźni
| Zawodnik     | Konkurencja | Program krótki                     | Program krótki | Program krótki | Program dowolny | Program dowolny | Program dowolny | Suma punktów | Pozycja | Źródło |
| Zawodnik     | Konkurencja | Oceny sędziów                      | Pozycja        | Punkty         | Oceny sędziów   | Pozycja         | Punkty          | Suma punktów | Pozycja | Źródło |
| ------------ | ----------- | ---------------------------------- | -------------- | -------------- | --------------- | --------------- | --------------- | ------------ | ------- | ------ |
| Lee Kyu-hyun | Soliści     | 9 sędziów - 28. lub wyższa pozycja | 28.            | 14 pkt         | NQ              | NQ              | NQ              | Nie dotyczy  | 28.     | [ 14 ] |

#### Kobiety
| Zawodnik    | Konkurencja | Program krótki                     | Program krótki | Program krótki | Program dowolny | Program dowolny | Program dowolny | Suma punktów | Pozycja | Źródło |
| Zawodnik    | Konkurencja | Oceny sędziów                      | Pozycja        | Punkty         | Oceny sędziów   | Pozycja         | Punkty          | Suma punktów | Pozycja | Źródło |
| ----------- | ----------- | ---------------------------------- | -------------- | -------------- | --------------- | --------------- | --------------- | ------------ | ------- | ------ |
| Park Bit-na | Solistki    | 5 sędziów - 26. lub wyższa pozycja | 26.            | 13 pkt         | NQ              | NQ              | NQ              | Nie dotyczy  | 26.     | [ 15 ] |

#### Pary
| Zawodnik                   | Konkurencja   | 1. taniec obowiązkowy              | 1. taniec obowiązkowy | 1. taniec obowiązkowy | 2. taniec obowiązkowy              | 2. taniec obowiązkowy | 2. taniec obowiązkowy | Taniec oryginalny                  | Taniec oryginalny | Taniec oryginalny | Taniec dowolny                     | Taniec dowolny | Taniec dowolny | Suma punktów | Pozycja | Źródło |
| Zawodnik                   | Konkurencja   | Oceny sędziów                      | Pozycja               | Punkty                | Oceny sędziów                      | Pozycja               | Punkty                | Oceny sędziów                      | Pozycja           | Punkty            | Oceny sędziów                      | Pozycja        | Punkty         | Suma punktów | Pozycja | Źródło |
| -------------------------- | ------------- | ---------------------------------- | --------------------- | --------------------- | ---------------------------------- | --------------------- | --------------------- | ---------------------------------- | ----------------- | ----------------- | ---------------------------------- | -------------- | -------------- | ------------ | ------- | ------ |
| Yang Tae-hwa Lee Chuen-gun | Pary taneczne | 9 sędziów - 24. lub wyższa pozycja | 24.                   | 4,8 pkt               | 9 sędziów - 24. lub wyższa pozycja | 24.                   | 4,8 pkt               | 9 sędziów - 24. lub wyższa pozycja | 24.               | 14,4 pkt          | 9 sędziów - 24. lub wyższa pozycja | 24.            | 24 pkt         | 48 pkt       | 24.     | [ 16 ] |

### Łyżwiarstwo szybkie

#### Mężczyźni
| Zawodnik       | Konkurencja | Czas    | Pozycja | Źródło |
| -------------- | ----------- | ------- | ------- | ------ |
| Lee Kyu-hyuk   | 500 m       | 1:09.59 | 5.      | [ 18 ] |
| Choi Jae-bong  | 500 m       | 1:10.57 | 17.     | [ 18 ] |
| Park Jae-man   | 500 m       | 1:11.96 | 25.     | [ 18 ] |
| Kim Chul-soo   | 500 m       | 1:48.46 | 33.     | [ 18 ] |
| Lee Kyu-hyuk   | 1000 m      | 1:08.37 | 8.      | [ 19 ] |
| Choi Jae-bong  | 1000 m      | 1:08.81 | 12.     | [ 19 ] |
| Kim Chul-soo   | 1000 m      | 1:09.79 | 25.     | [ 19 ] |
| Park Jae-man   | 1000 m      | 1:10.67 | 32.     | [ 19 ] |
| Lee Kyu-hyuk   | 1500 m      | 1:45.82 | 8.      | [ 20 ] |
| Choi Jae-bong  | 1500 m      | 1:47.26 | 21.     | [ 20 ] |
| Mun Jun        | 1500 m      | 1:48.58 | 33.     | [ 20 ] |
| Yeo Sang-yeop  | 1500 m      | 1:50.70 | 42.     | [ 20 ] |
| Lee Seung-hwan | 5000 m      | 6:37.67 | 28.     | [ 21 ] |

#### Kobiety
| Zawodnik        | Konkurencja | Czas    | Pozycja | Źródło |
| --------------- | ----------- | ------- | ------- | ------ |
| Choi Seung-yong | 500 m       | 1:17.14 | 18.     | [ 22 ] |
| Jo Seon-yeon    | 500 m       | 1:18.79 | 25.     | [ 22 ] |
| Lee Yong-ju     | 500 m       | 1:19.78 | 29.     | [ 22 ] |
| Jo Seon-yeon    | 1000 m      | 1:18.36 | 29.     | [ 23 ] |
| Lee Yong-ju     | 1000 m      | 1:18.79 | 31.     | [ 23 ] |
| Choi Seung-yong | 1000 m      | 1:18.88 | 32.     | [ 23 ] |
| Choi Yoon-sook  | 1500 m      | 2:01.39 | 29.     | [ 24 ] |
| Baek Eun-bi     | 1500 m      | 2:03.87 | 33.     | [ 24 ] |
| Baek Eun-bi     | 3000 m      | 4:18.15 | 25.     | [ 25 ] |

### Narciarstwo alpejskie

#### Mężczyźni
| Zawodnik       | Konkurencja   | 1. przejazd | 1. przejazd | 2. przejazd | 2. przejazd | Suma czasów      | Pozycja          | Źródło |
| Zawodnik       | Konkurencja   | Czas        | Pozycja     | Czas        | Pozycja     | Suma czasów      | Pozycja          | Źródło |
| -------------- | ------------- | ----------- | ----------- | ----------- | ----------- | ---------------- | ---------------- | ------ |
| Gang Min-hyeok | Slalom gigant | 1:19.11     | 57.         | 1:17.99     | 50.         | 2:37.10          | 46.              | [ 26 ] |
| Byun Jong-moon | Slalom gigant | 1:19.49     | 61.         | 1:17.71     | 47.         | 2:37.20          | 47.              | [ 26 ] |
| Hur Seung-wook | Slalom gigant | 1:19.32     | 59.         | DNF         | DNF         | Nieklasyfikowany | Nieklasyfikowany | [ 26 ] |
| Gang Min-hyeok | Slalom        | 58.01       | 44.         | 1:00.47     | 28.         | 1:58:48          | 30.              | [ 27 ] |
| Byun Jong-moon | Slalom        | 58.38       | 45.         | 1:03.20     | 30.         | 2:01.58          | 31.              | [ 27 ] |
| Hur Seung-wook | Slalom        | 56.70       | 39.         | DSQ         | DSQ         | Nieklasyfikowany | Nieklasyfikowany | [ 27 ] |
| Lee Ki-hyun    | Slalom        | DNF         | DNF         | NQ          | NQ          | Nieklasyfikowany | Nieklasyfikowany | [ 27 ] |

#### Kobiety
| Zawodnik    | Konkurencja   | 1. przejazd | 1. przejazd | 2. przejazd | 2. przejazd | Suma czasów      | Pozycja          | Źródło |
| Zawodnik    | Konkurencja   | Czas        | Pozycja     | Czas        | Pozycja     | Suma czasów      | Pozycja          | Źródło |
| ----------- | ------------- | ----------- | ----------- | ----------- | ----------- | ---------------- | ---------------- | ------ |
| Yoo Hye-min | Slalom gigant | DNF         | DNF         | NQ          | NQ          | Nieklasyfikowany | Nieklasyfikowany | [ 28 ] |

### Saneczkarstwo

#### Mężczyźni
| Zawodnik       | Konkurencja | Czas przejazdu | Czas przejazdu | Czas przejazdu | Czas przejazdu | Suma czasów      | Pozycja          | Źródło |
| Zawodnik       | Konkurencja | 1              | 2              | 3              | 4              | Suma czasów      | Pozycja          | Źródło |
| -------------- | ----------- | -------------- | -------------- | -------------- | -------------- | ---------------- | ---------------- | ------ |
| Lee Hak-jin    | Jedynki     | 46.942         | 47.245         | 46.558         | 46.454         | 3:07.199         | 36.              | [ 29 ] |
| Kim Min-gyu    | Jedynki     | 46.159         | 47.656         | 47.800         | 52.190         | 3:13.805         | 42.              | [ 29 ] |
| Lee Chang-yong | Jedynki     | DNF            | NQ             | NQ             | NQ             | Nieklasyfikowany | Nieklasyfikowany | [ 29 ] |

### Short track

#### Mężczyźni
| Zawodnik                                          | Konkurencja     | Eliminacje  | Eliminacje  | Ćwierćfinał | Ćwierćfinał | Półfinał | Półfinał | Finał A/B | Finał A/B | Pozycja          | Źródło |
| Zawodnik                                          | Konkurencja     | Czas        | Pozycja     | Czas        | Pozycja     | Czas     | Pozycja  | Czas      | Pozycja   | Pozycja          | Źródło |
| ------------------------------------------------- | --------------- | ----------- | ----------- | ----------- | ----------- | -------- | -------- | --------- | --------- | ---------------- | ------ |
| Kim Dong-sung                                     | 500 m           | 42.834      | 1. Q        | 41.806      | 1. Q        | 41.990   | 3. QB    | 42.076    | 1.        | 6.               | [ 30 ] |
| Lee Seung-jae                                     | 500 m           | DSQ         | DSQ         | NQ          | NQ          | NQ       | NQ       | NQ        | NQ        | Nieklasyfikowany | [ 30 ] |
| Ahn Hyun-soo                                      | 1000 m          | 1:30.252    | 1. Q        | 1:27.201    | 2. Q        | 1:27.469 | 2. QA    | 1:32.519  | 4.        | 4.               | [ 31 ] |
| Kim Dong-sung                                     | 1000 m          | 1:32.901    | 1. Q        | 1:27.429    | 1. Q        | 1:52.645 | 4. QB    | 1:35.582  | 1.        | 5.               | [ 31 ] |
| Kim Dong-sung                                     | 1500 m          | Nie dotyczy | Nie dotyczy | 2:22.133    | 1. Q        | 2:15.942 | 1. QA    | DSQ       | DSQ       | 12.              | [ 32 ] |
| Ahn Hyun-soo                                      | 1500 m          | Nie dotyczy | Nie dotyczy | 2:23.287    | 1. Q        | DSQ      | DSQ      | NQ        | NQ        | 13.              | [ 32 ] |
| Kim Dong-sung Lee Seung-jae Min Ryoung Oh Se-jong | Sztafeta 5000 m | Nie dotyczy | Nie dotyczy | Nie dotyczy | Nie dotyczy | DSQ      | DSQ      | NQ        | NQ        | Nieklasyfikowany | [ 33 ] |

#### Kobiety
| Zawodnik                                               | Konkurencja     | Eliminacje  | Eliminacje  | Ćwierćfinał | Ćwierćfinał | Półfinał | Półfinał | Finał A/B | Finał A/B | Pozycja | Źródło |
| Zawodnik                                               | Konkurencja     | Czas        | Pozycja     | Czas        | Pozycja     | Czas     | Pozycja  | Czas      | Pozycja   | Pozycja | Źródło |
| ------------------------------------------------------ | --------------- | ----------- | ----------- | ----------- | ----------- | -------- | -------- | --------- | --------- | ------- | ------ |
| Choi Eun-kyung                                         | 500 m           | 45.395      | 1. Q        | 44.846      | 1. Q        | 44.647   | 5. QB    | 45.383    | 2.        | 7.      | [ 34 ] |
| Joo Min-jin                                            | 500 m           | 45.547      | 1. Q        | 44.992      | 2. Q        | 1:08.184 | 4. QB    | 46.893    | 4.        | 9.      | [ 34 ] |
| Ko Gi-hyun                                             | 1000 m          | 1:42.903    | 1. Q        | 1:31.349    | 2. Q        | 1:35.172 | 2. QA    | 1:36.427  | 2.        | srebro  | [ 35 ] |
| Choi Eun-kyung                                         | 1000 m          | 1:37.609    | 1. Q        | 1:34.842    | 1. Q        | 1:38.523 | 4. QB    | 1:34.808  | 2.        | 6.      | [ 35 ] |
| Ko Gi-hyun                                             | 1500 m          | Nie dotyczy | Nie dotyczy | 2:26.980    | 1. Q        | 2:31.120 | 1. QA    | 2:31.581  | 1.        | złoto   | [ 36 ] |
| Choi Eun-kyung                                         | 1500 m          | Nie dotyczy | Nie dotyczy | 2:29.460    | 1. Q        | 2:21.069 | 1. QA    | 2:31.610  | 2.        | srebro  | [ 36 ] |
| Joo Min-jin Choi Eun-kyung Choi Min-kyung Park Hye-won | Sztafeta 3000 m | ---         | ---         | ---         | ---         | 4:14.977 | 1. QA    | 4:12.793  | 1.        | złoto   | [ 37 ] |

### Skeleton

#### Mężczyźni
| Zawodnik       | Czas przejazdu | Czas przejazdu | Suma czasów | Pozycja | Źródło |
| Zawodnik       | 1              | 2              | Suma czasów | Pozycja | Źródło |
| -------------- | -------------- | -------------- | ----------- | ------- | ------ |
| Kang Kwang-bae | 52.11          | 52.40          | 1:44.51     | 20.     | [ 38 ] |

### Skoki narciarskie

#### Mężczyźni
| Zawodnik                                               | Konkurencja       | Kwalifikacje | Kwalifikacje | Kwalifikacje | Finał                         | Finał     | Finał    | Finał                       | Finał     | Finał        | Finał   | Źródło |
| Zawodnik                                               | Konkurencja       | Kwalifikacje | Kwalifikacje | Kwalifikacje | 1. seria                      | 1. seria  | 1. seria | 2. seria                    | 2. seria  | Suma punktów | Pozycja | Źródło |
| Zawodnik                                               | Konkurencja       | Odległość    | Punkty       | Pozycja      | Odległość                     | Punkty    | Pozycja  | Odległość                   | Punkty    | Suma punktów | Pozycja | Źródło |
| ------------------------------------------------------ | ----------------- | ------------ | ------------ | ------------ | ----------------------------- | --------- | -------- | --------------------------- | --------- | ------------ | ------- | ------ |
| Choi Heung-chul                                        | Skocznia normalna | 86,5 m       | 105,5 pkt    | 26. Q        | 87,5 m                        | 110,5 pkt | 30. Q    | 86,5 m                      | 105,5 pkt | 216 pkt      | 30.     | [ 39 ] |
| Choi Yong-jik                                          | Skocznia normalna | 88 m         | 111 pkt      | 17. Q        | 87,5 m                        | 109 pkt   | 34.      | NQ                          | NQ        | 109 pkt      | 34.     | [ 39 ] |
| Kim Hyun-ki                                            | Skocznia normalna | 86,5 m       | 106,5 pkt    | 24. Q        | 86,5 m                        | 106 pkt   | 36.      | NQ                          | NQ        | 106 pkt      | 36.     | [ 39 ] |
| Kang Chil-ku                                           | Skocznia normalna | 84,5 m       | 101,5 pkt    | 29. Q        | 82 m                          | 96 pkt    | 46.      | NQ                          | NQ        | 96 pkt       | 46.     | [ 39 ] |
| Kim Hyun-ki                                            | Skocznia duża     | 114 m        | 102,7 pkt    | 12. Q        | 117,5 m                       | 108,5 pkt | 31.      | NQ                          | NQ        | 108,5 pkt    | 31.     | [ 40 ] |
| Choi Yong-jik                                          | Skocznia duża     | 106 m        | 85,8 pkt     | 32. Q        | 106,5 m                       | 86,7 pkt  | 46.      | NQ                          | NQ        | 86,7 pkt     | 46.     | [ 40 ] |
| Kang Chil-ku                                           | Skocznia duża     | 102,5 m      | 81 pkt       | 36. Q        | 104 m                         | 83,2 pkt  | 47.      | NQ                          | NQ        | 83,2 pkt     | 47.     | [ 40 ] |
| Choi Heung-chul                                        | Skocznia duża     | 99,5 m       | 73,1 pkt     | 41.          | NQ                            | NQ        | NQ       | NQ                          | NQ        | NQ           | NQ      | [ 40 ] |
| Choi Yong-jik Choi Heung-chul Kang Chil-ku Kim Hyun-ki | Drużynowo         | Nie dotyczy  | Nie dotyczy  | Nie dotyczy  | 111 m 112,5 m 114,5 m 111,5 m | 395,6 pkt | 9.       | 110,5 m 115,5 m 122 m 107 m | 406 pkt   | 801,6 pkt    | 8.      | [ 41 ] |